# New Orleans Saints 1975
La stagione 1975 dei New Orleans Saints è stata la nona della franchigia nella National Football League. La squadra terminò con 2 vittorie e 12 sconfitte, al quarto posto della propria division, mancando i playoff per il nono anno consecutivo. 

## Roster
| Roster dei New Orleans Saints nel 1975 |
| --- |
| Quarterback - 13 Larry Cipa - 8 Archie Manning - 12 Bobby Scott Running Back - 36 Andrew Jones - 28 Alvin Maxson - 27 Rod McNeill - 33 Mike Strachan Wide Receiver - 80 Larry Burton - 89 Gil Chapman - 85 Don Herrmann - 88 Joel Parker Tight End - 84 Paul Seal Offensive Linemen - 79 Emanuel Zanders G - 51 Sylvester Croom C - 62 John Hill C - 67 Phil LaPorta T - 76 Don Morrison T - 71 Kurt Schumacher G - 65 Dave Thompson T Defensive Linemen - 63 Steve Baumgartner DE - 69 Andy Dorris DE - 78 Elois Grooms - 74 Derland Moore DT - 82 Bob Pollard DE - 75 Elex Price DT Linebacker - 58 Joe Federspiel - 57 Jim Merlo - 54 Rick Middleton - 60 Greg Westbrooks Defensive Back - 32 Jimmy DeRatt - 30 Ernie Jackson - 11 Bivian Lee - 37 Tom Myers - 29 Maurice Spencer Special Team - 16 Tom Blanchard P - 15 Rich Szaro K |
| Legenda - I rookie sono in corsivo. - Il primo ruolo è il principale mentre gli eventuali successivi indicano i ruoli secondari. - (IR) sta per Injured Reserve ed indica la lista ristretta per un solo giocatore infortunato che può tornare ad allenarsi dopo la settimana 6 e a rientrare in prima squadra dopo che questa ha giocato 8 partite. - (NF-Inj.) / (NF-Ill.) stanno rispettivamente per Non-Football Injured e Non-Football Illness ed indicano le liste dove viene inserito un giocatore che ha un infortunio o una malattia non dipendente dal football americano. - (PUP) sta per Physically Unable to Perform ed indica la lista dove viene inserito un giocatore mentre è in attesa di recuperare la condizione fisica. Nella stagione regolare dopo la sesta partita giocata dalla propria squadra, il giocatore ha tempo tre settimane per riprendere ad allenarsi, più tre settimane aggiuntive dal suo rientro agli allenamenti per rientrare in prima squadra. |

## Calendario
| Stagione regolare |                        |           |
| Turno             | Avversario             | Risultato |
| 1                 | at Washington Redskins | S 3–41    |
| 2                 | Cincinnati Bengals     | S 0–21    |
| 3                 | at Atlanta Falcons     | S 7–14    |
| 4                 | Green Bay Packers      | V 20–19   |
| 5                 | at San Francisco 49ers | S 21–35   |
| 6                 | at Los Angeles Rams    | S14–38    |
| 7                 | Atlanta Falcons        | V 23–7    |
| 8                 | at Oakland Raiders     | S 10–48   |
| 9                 | Minnesota Vikings      | S 7–20    |
| 10                | San Francisco 49ers    | S 6–16    |
| 11                | at Cleveland Browns    | S 16–17   |
| 12                | Los Angeles Rams       | S 7–14    |
| 13                | at New York Giants     | S 14–28   |
| 14                | Chicago Bears          | S 17–42   |

## Classifiche
| NFC West            |    |    |   |      |     |      |     |     |     |
|                     | V  | S  | P | %    | DIV | CONF | PF  | PS  | STR |
| Los Angeles Rams(2) | 12 | 2  | 0 | .857 | 5–1 | 9–2  | 312 | 135 | V6  |
| San Francisco 49ers | 5  | 9  | 0 | .357 | 3–3 | 4–7  | 255 | 286 | S4  |
| Atlanta Falcons     | 4  | 10 | 0 | .286 | 3–3 | 3–8  | 240 | 289 | S1  |
| New Orleans Saints  | 2  | 12 | 0 | .143 | 1–5 | 2–9  | 165 | 360 | S7  |